# Laya (gewog)
Pour les articles homonymes, voir Laya.
Laya est un gewog dans le district de Gasa, au Bhoutan. Avec ses 3 820 mètres d'altitude, il est le plus haut village du pays.